# Venjan

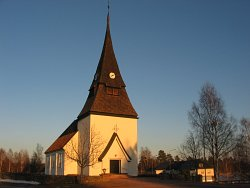
Kirche von Venjan (2006)

Venjan ist ein Tätort in der Provinz Dalarnas län und der historischen Provinz Dalarna in Schweden. Er gehört zur Gemeinde Mora und liegt etwa dreißig Kilometer westlich vom Hauptort Mora entfernt.
Venjan ist über die Länsväge W 1040 und W 1041 an das schwedische Straßennetz angeschlossen.
Durch den Ort fließt der Vanån, Venjan liegt an dem See Venjanssjön. In den Wäldern um Venjan gibt es ein Netz von Sandwegen, die frei zugänglich sind und zu den Badeseen, Fischgewässern und Waldgebieten führen.

## Einwohnerentwicklung
| Grafik Einwohnerentwicklung von Venjan |